# Московский музей анимации
Московский музей анимации — первый в России международный анимационный музей, открытый в 2006 году сотрудниками киностудии «Союзмультфильм». Коллекция экспонатов связана с историей развития анимации и мультипликации в России и за рубежом. В настоящее время основная экспозиция расположена на территории Измайловского Кремля, также музею принадлежит павильон ВДНХ «Дом Культуры», закрытый на ремонт до 2018 года. Основатель — мультипликатор Леонид Аронович Шварцман (за свои заслуги занимающий должность почетного директора). Директор музея — Лариса Евгеньевна Выборгова.

## История музея
Официальным днем основания музея анимации считается 15 сентября 2006 года, когда открылась первая экспозиция, посвященная истории мультипликации XX века. Первое время музей не имел постоянного помещения и функционировал в режиме передвижной выставки в фойе музыкального театра имени Н. И. Сац на проспекте Вернадского. Большинство экспонатов этой выставки относилось к деятельности «Союзмультфильма» в 1960-1980-е годы. Зрителям были представлены куклы, съемочная техника, декорации, эскизы, личные вещи знаменитых мультипликаторов России и СССР, документы, связанные с известными мультфильмами. В 2008 году экспозиция музея переехала на территорию ВВЦ (с 2014 года — ВДНХ) в павильон «Дом Культуры» № 84-А.
Поиск новых экспонатов, связанных с историей мировой анимации, был начат в 2007 году. 15 сентября 2010 года музей стал партнером телеканала Nickelodeon, что позволило проекту выйти на международный уровень и создать Зал всемирной анимации, рассказывающий о развитии мультипликации за рубежом. В 2011 году коллекция музея пополнилась более чем сотней уникальных объектов, среди которых работы мультипликаторов Леонида Шварцмана, Инессы Ковалевской, Галины Шакицкой, Галины Мелько и других деятелей «Союзмультфильма».
В 2015 году помещение музея на ВДНХ закрылось на реконструкцию. В то же время сотрудники «Союзмультфильма» обратились в банк ВТБ с просьбой выделить финансирование на создание нового музея на территории ВДНХ — павильона № 7 «Семена», а также к мэру Москвы Сергею Собянину и министру культуры Владимиру Мединскому с просьбой оказать содействие по сохранению коллекции киностудии. Кроме того, высказывалось намерение о передаче «Союзмультфильму» части территории парка развлечений Dreamworks в Нагатинской пойме, окончание строительства которого намечено на 2018 год.
17 октября 2015 года музей открылся заново на территории Измайловского Кремля с экспозицией, рассказывающей об истории анимации в России и за рубежом.

## Экспозиция
В настоящее время фонды Музея анимации насчитывают порядка 9000 экспонатов, около 2500 из которых представлены в Кремле в Измайлове. В Зале отечественной истории собрана коллекция предметов, связанных с работой «Союзмультфильма», которая положила начало музею. Один из центральных экспонатов — личный стол-просвет художника Светозара Русакова, создателя образов Зайца и Волка в «Ну, погоди!».
В Зале всемирной анимации представлены экспонаты, связанные с развитием зарубежной мультипликации: коллекции студий The Walt Disney Company, Studio Ghibli, Lucasfilm Limited, Nickelodeon Animation, Warner Bros. Pictures, Kitty Films, с которыми сотрудничает «Союзмультфильм». Центральный стенд посвящен экспозиции канала Nickelodeon. На нём представлены экспонаты, связанные с мультфильмами «Даша-путешественница», «Губка Боб Квадратные Штаны», «Аватар: Легенда об Аанге».
Зал истории анимации посвящен изобретениям ученых Нового времени, связанным с «оживлением» изображений, таким как праксиноскоп, зоотроп, волшебный фонарь. Здесь же транслируются кадры первого в мире мультфильма «Бедный Пьеро», снятого в 1892 году французским изобретателем Эмилем Рейно.
В Коридоре современной истории собрана информация о современных российских мультипликационных студиях. Зал был основан при поддержке студии «Анимаккорд» (создателей мультсериала «Маша и Медведь»), на стендах представлены коллекции школы-студии «Шар», «Кристмас Филмз», «Стайер», студий Гарри Бардина и Юрия Норштейна и других. В музее проводятся праздники, мастер-классы, работает кинозал и мультипликационная мастерская.